# Reginópolis
Reginópolis est une municipalité brésilienne de l'État de São Paulo et la Microrégion de Bauru.